# Хопфен, Ганс фон
Ганс Деметриус Риттер фон Хопфен (нем. Hans Demetrius Ritter von Hopfen; 1835—1904) — немецкий писатель и поэт.

## Биография
Ганс фон Хопфен родился 3 января 1835 года в столице Баварии городе Мюнхене. Успешно окончил юридический факультет Мюнхенского университета Людвига-Максимилиана.
Сперва служил клерком в одном из ведомств Королевства Баварии, но затем решил посвятить свою жизнь творчеству. Уже к 25-ти годам о нем сложилось мнение, как о весьма одарённом поэте с большими перспективами. К. фон Хопфен стал известен в немецкой литературе рядом проникнутых реализмом, но вместе с тем художественно обработанных романов, среди которых наиболее популярны «Peregretta», «Verdorben zu Paris», «Der Pinsel Mings» и «Der Graue Freund». Стихотворения автора вышли в 1883 году. Критические статьи были собраны в «Streitfragen u Erinnerungen» (1876).
В 1854 году фон Хопфен стал членом, а позднее и почётным членом Corps Franconia München.
Ганс Деметриус Риттер фон Хопфен умер 19 ноября 1904 года в Гросс-Лихтерфельде.